# John Ashdjian
John Ashdjian (sinh ngày 13 tháng 9 năm 1972) là một cựu cầu thủ bóng đá người Anh thi đấu ở Football League cho Scarborough. Sau khi kết thúc sự nghiệp thi đấu, John xuất hiện trong sê-ri thứ tư của Superstars, thi đấu với những người như Tony Cascarino. Ngày nay John có thể được tìm thấy khi đang dẫn chương trình tại chương trình Sky Sports Football League cùng với Helen Chamberlain. Vào thời gian rảnh, John thích sưu tập các viên bi cổ và tập luyện cho World Marbles Championship.